# Cyril Musil
Cyril Musil (ur. 23 listopada 1907 w Studnitz, zm. 17 kwietnia 1977 w Collingwood) – czeski narciarz klasyczny reprezentujący Czechosłowację, srebrny medalista mistrzostw świata.

## Osiągnięcia
Igrzyska olimpijskie w Garmisch-Partenkirchen w 1936 roku były pierwszymi i zarazem ostatnimi w jego karierze. Zajął tam 14. miejsce w biegu na 18 km, a na dystansie 50 km techniką klasyczną był dziewiąty. Ponadto wraz z kolegami z reprezentacji zajął piąte miejsce w sztafecie 4x10 km.
W 1933 roku wystartował na mistrzostwach świata w Innsbrucku. Osiągnął tam największy sukces w swojej karierze wspólnie z Vladimírem Novákiem, Antonínem Bartoňem i Františkiem Šimůnkiem zdobywając srebrny medal w sztafecie 4 × 10 km. Startował także na mistrzostwach świata w Lahti w 1938 roku zajmując 105. miejsce w biegu na 18 km stylem klasycznym.

### Igrzyska olimpijskie
| Miejsce | Dzień     | Rok  | Miejscowość            | Konkurencja             | Wynik   | Strata | Zwycięzca    |
| ------- | --------- | ---- | ---------------------- | ----------------------- | ------- | ------ | ------------ |
| 5.      | 10 lutego | 1936 | Garmisch-Partenkirchen | Sztafeta 4 × 10 km      | 2:41:33 | +10:23 | Finlandia    |
| 14.     | 12 lutego | 1936 | Garmisch-Partenkirchen | 18 km stylem klasycznym | 1:14:38 | +5:36  | Erik Larsson |
| 9.      | 15 lutego | 1936 | Garmisch-Partenkirchen | 50 km stylem klasycznym | 3:30:11 | +16:01 | Elis Wiklund |

### Mistrzostwa świata
| Miejsce | Dzień     | Rok  | Miejscowość  | Konkurencja             | Czas biegu | Strata | Zwycięzca            |
| ------- | --------- | ---- | ------------ | ----------------------- | ---------- | ------ | -------------------- |
| 20.     | 13 lutego | 1931 | Oberhof      | 18 km stylem klasycznym | 1:23:43    | +8:30  | Johan Grøttumsbråten |
| 19.     | 15 lutego | 1931 | Oberhof      | 50 km stylem klasycznym | 3:52:00    | +47:47 | Ole Stenen           |
| 24.     | 10 lutego | 1933 | Innsbruck    | 18 km stylem klasycznym | 1:02:11    | +6:56  | Nils-Joel Englund    |
| 9.      | 12 lutego | 1933 | Innsbruck    | 50 km stylem klasycznym | 4:13:49    | +19:23 | Veli Saarinen        |
| 2.      | 12 lutego | 1933 | Innsbruck    | Sztafeta 4 × 10 km      | 2:49:00    | +8:34  | Szwecja              |
| 13.     | 15 lutego | 1935 | Vysoké Tatry | 18 km stylem klasycznym | 1:27:50    | +8:55  | Klaes Karppinen      |
| 14.     | 17 lutego | 1935 | Vysoké Tatry | 50 km stylem klasycznym | 4:14:23    | +40:55 | Nils-Joel Englund    |
| 15.     | 14 lutego | 1937 | Chamonix     | 18 km stylem klasycznym | 1:11:21    | +7:33  | Lars Bergendahl      |
| 5.      | 18 lutego | 1937 | Chamonix     | Sztafeta 4 × 10 km      | 3:06:07    | +10:39 | Norwegia             |
| 105.    | 25 lutego | 1938 | Lahti        | 18 km stylem klasycznym | 1:09:37    | +8:49  | Pauli Pitkänen       |
| 5.      | 28 lutego | 1938 | Lahti        | Sztafeta 4 × 10 km      | 2:38:42    | +20:02 | Finlandia            |